# Chenopodium mucronatum
Chenopodium mucronatum là loài thực vật có hoa thuộc họ Dền. Loài này được Thunb. mô tả khoa học đầu tiên năm 1794.